# Costa do Marfim
A Costa do Marfim (em francês:  Côte d'Ivoire), oficial e protocolarmente República de Côte d'Ivoire, é um país africano, limitado a norte pelo Mali e pelo Burquina Fasso, a leste pelo Gana, a sul pelo Oceano Atlântico e a oeste pela Libéria e pela Guiné. Sua capital é Iamussucro, mas a maior cidade é Abidjã.
Em Portugal, denomina-se ebúrneo, marfinês, costa-marfinês ou ainda costa-marfinense a quem é natural da Costa do Marfim. No Brasil, é marfinense. O governo marfinês solicitou à comunidade internacional em outubro de 1985 que o país seja designado apenas pelo nome francês Côte d'Ivoire e vários países e organizações internacionais acataram. No entanto, em português o país é comumente designado pelo seu nome original Costa do Marfim, já que a região foi batizada por exploradores portugueses. O mesmo ocorrendo em outras línguas, como Ivory Coast em inglês e Elfenbeinküste em alemão.
Antes de sua colonização pelos europeus, a Costa do Marfim era o lar de vários estados, incluindo Reino Jamã, o Império de Congue e Baúle. A área tornou-se um protetorado da França em 1843 e se consolidou como uma colônia francesa em 1893, em meio à disputa europeia pela África. Alcançou a independência em 1960, liderada por Félix Houphouët-Boigny, que governou o país até 1993. Relativamente estável pelos padrões regionais, a Costa do Marfim estabeleceu estreitos laços políticos e econômicos com seus vizinhos da África Ocidental, mantendo ao mesmo tempo relações estreitas com o Ocidente, especialmente a França. O país experimentou um golpe de Estado em 1999 e duas guerras civis fundamentadas religiosamente, primeiro entre 2002 e 2007 e novamente durante 2010 e 2011. Em 2000, o país adotou uma nova constituição.
A Costa do Marfim é uma república com forte poder executivo investido em seu presidente. Através da produção de café e cacau, o país foi uma potência econômica na África Ocidental durante as décadas de 1960 e 1970, embora tenha passado por uma crise econômica nos anos 80, contribuindo para um período de turbulência política e social. No século XXI, a economia marfinense é amplamente baseada no mercado e ainda depende fortemente da agricultura, com a produção de culturas de pequenos agricultores sendo dominante. A língua oficial é o francês, com línguas indígenas locais também amplamente utilizadas, incluindo baúle, diúla (que é usada no comércio), dã, anim e cebaara senufô. No total, existem cerca de 78 línguas faladas na Costa do Marfim. Existem grandes populações de muçulmanos, cristãos (principalmente católicos romanos) e várias religiões indígenas.

## Etimologia
O nome foi dado pelos colonos franceses porque havia um grande comércio de marfim extraído das presas do elefante-africano na região. Em 1985, o governo do país solicitou à ONU que utilizasse o nome francês, Côte d'Ivoire, em todas as línguas, para evitar confusões causadas pela diversidade de exônimos.

## História
O território que compõe a Costa do Marfim era habitado por povos agricultores quando os comerciantes portugueses chegaram no século XV para comercializar marfim e escravos.
No século XVII, alguns estados bantas foram criados.

### Independência
Em dezembro de 1958, a Costa do Marfim se tornou uma república autônoma dentro da Comunidade Francesa, como resultado de um referendo que trouxe o status de comunidade a todos os membros da antiga federação da África Ocidental Francesa, exceto a Guiné, que votou contra a associação. A Costa do Marfim tornou-se independente em 7 de agosto de 1960,  e permitiu que a sua filiação comunitária cessasse. Ele estabeleceu a cidade comercial de Abidjã como sua capital.

### Morte de Houphouët-Boigny
Félix Houphouët-Boigny morreu em 7 de dezembro de 1993,  e foi sucedido por seu vice Henri Konan Bédié, que era presidente do Parlamento.

## Geografia

### Clima
A Costa do Marfim situa-se em plena região tropical, com o clima habitual destas zonas; a temperatura média situa-se nos 30 °C (descendo ligeiramente à noite) durante praticamente todo o ano, com exceção da estação das chuvas, em que a temperatura baixa para os 25 °C. Há duas estações de chuvas (de maio a agosto e, com menos intensidade, em novembro). Há duas grandes zonas climáticas: no Norte a paisagem é árida, sendo o clima quente e seco; o Sul é bastante úmido, com vegetação muito rica.

### Fauna e flora
A cobertura vegetal mudou consideravelmente ao longo dos anos. A paisagem consistia em florestas densas, amplamente subdivididas em florestas hidrófilas e florestas mesófilas, que originalmente ocupavam um terço do território ao sul e oeste. Hoje, é composta por florestas abertas ou savanas arborizadas, que se estendem do Centro ao Norte, mas com muitos pontos de floresta seca. Pequenos manguezais também existem no litoral.

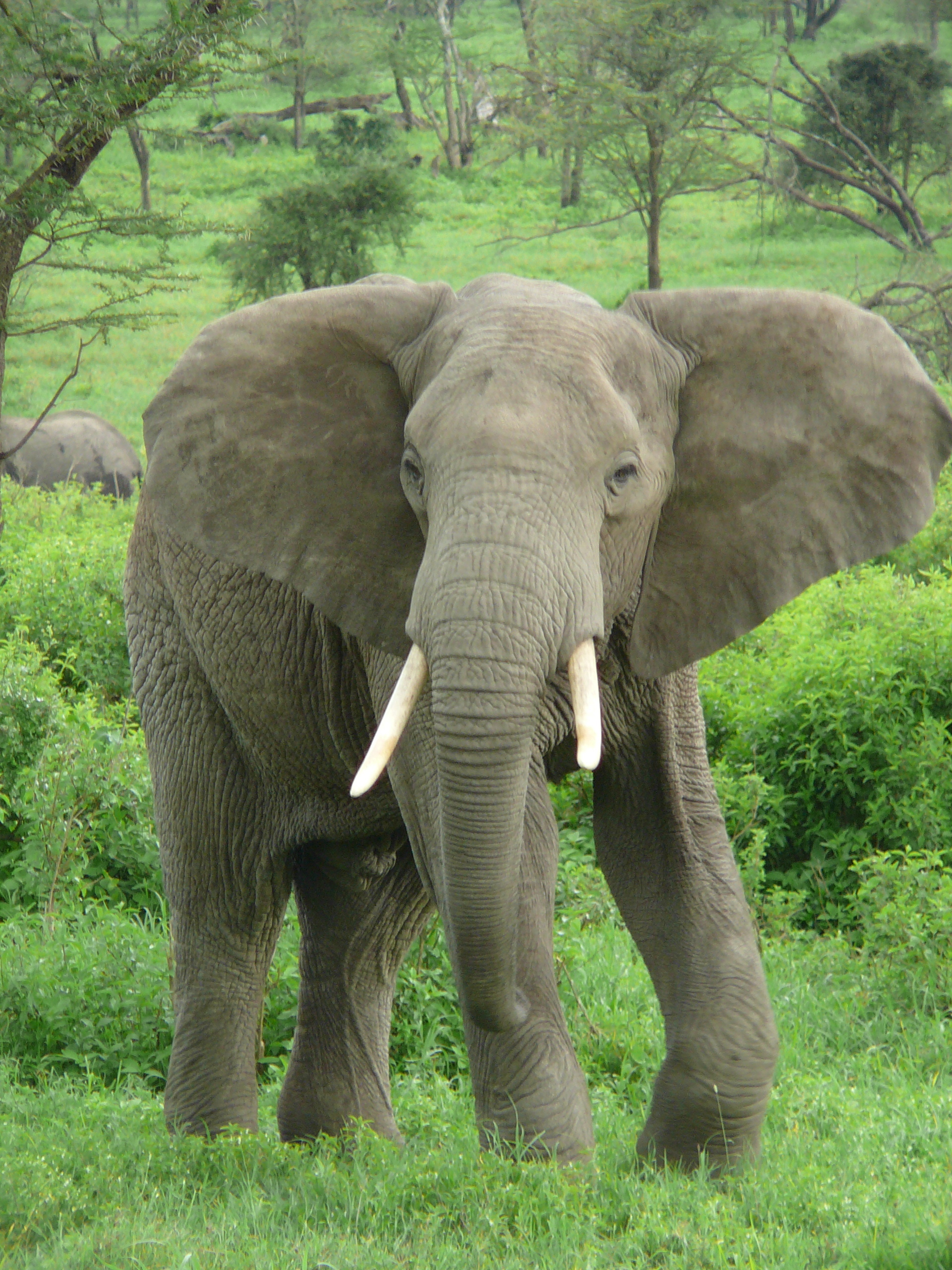
O elefante africano, que dá origem ao nome do país

Desde o período colonial, as áreas de florestas densas têm sido significativamente reduzidas pelo homem. Desde a independência do país, a área milhões para 3 milhões de hectares (?), devido ao desmatamento maciço para o cultivo de cacau, do qual a Costa do Marfim é o principal produtor mundial.
A fauna apresenta uma riqueza particular, com muitas espécies animais (vertebrados, invertebrados, animais aquáticos e parasitas). Entre os mamíferos, o animal mais emblemático continua sendo o elefante, cujas presas, feitas de marfim, já foram uma importante fonte de renda. Abundante na floresta e na savana, o elefante foi intensamente caçado. Como resultado, atualmente é presente apenas em reservas e parques e em alguns pontos nas florestas.
A Costa do Marfim também abriga duas espécies de hipopótamos, o da savana e o pigmeu. O búfalos, macacos ainda numerosos, roedores, pangolins e carnívoros, e o leão, também residem no país.
Aves, das quais centenas de espécies já foram identificadas, embelezam as paisagens. Há também muitos répteis (cobras, lagartos, camaleões), anfíbios e peixes de água doce, e inúmeras espécies de invertebrados como moluscos, insetos (borboletas, besouros, formigas, cupins), aranhas e escorpiões. Alguns animais, como algumas subespécies do chimpanzé comum, tornam-se mais raros a cada dia. Muitas outras espécies estão ameaçadas.

## Política

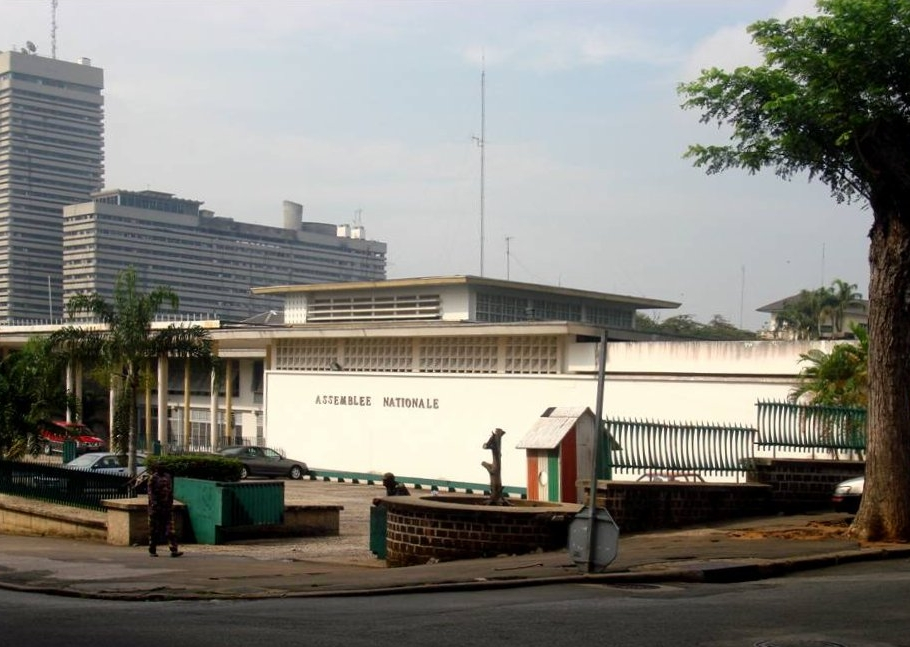
Assembleia Nacional da Costa do Marfim em Abidjã

A Costa do Marfim foi colonizada pela França na época em que o imperialismo se instalou sobre a África e a Ásia. Nessa época, os europeus buscavam mercado consumidores e matéria-prima para suas fábricas e para seus produtos manufaturados. Então foi feita a "Partilha da África", onde alguns países europeus dividiram a África em territórios.
Sob a presidência de Alassane Ouattara, a justiça é manipulada para neutralizar seus oponentes políticos. A Comissão Eleitoral Independente (IEC), responsável pelas eleições, é altamente contestada pela oposição devido ao controlo exercido sobre ela pelo governo. Em 2016, a Corte Africana de Direitos Humanos e dos Povos reconheceu que a CEI não era imparcial nem independente e que o Estado da Costa de Marfim violou, entre outras coisas, a Carta Africana dos Direitos Humanos e dos Povos. Num relatório confidencial tornado público pela imprensa, os embaixadores europeus evocam autoridades que "são impermeáveis a críticas internas ou externas e politicamente demasiado fracas para aceitar o jogo democrático". Milhares de opositores são presos pelo seu regime.

## Subdivisões

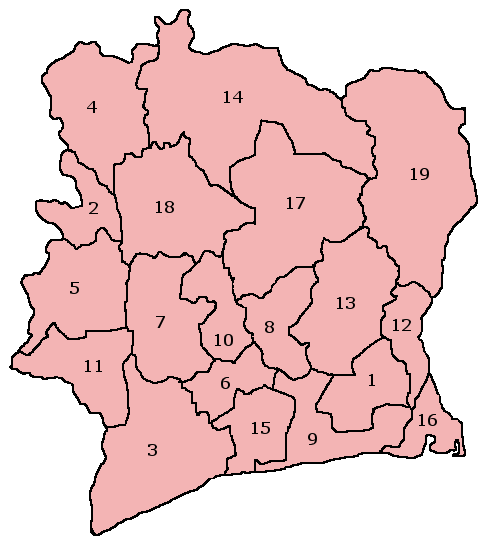
Regiões da Costa do Marfim

A Costa do Marfim está dividida em 19 regiões (régions), que, por sua vez, estão subdivididas em 58 departamentos (départements).
Regiões
1. Agnéby
2. Bafing
3. Bas-Sassandra
4. Denguélé
5. Dix-Huit Montagnes
6. Fromager
7. Haut-Sassandra
8. Lacs
9. Lagunes
10. Marahoué
11. Moyen-Cavally
12. Moyen-Comoé
13. N'zi-Comoé
14. Savanes
15. Sud-Bandama
16. Sud-Comoé
17. Vallée du Bandama
18. Worodougou
19. Zanzan

## Economia

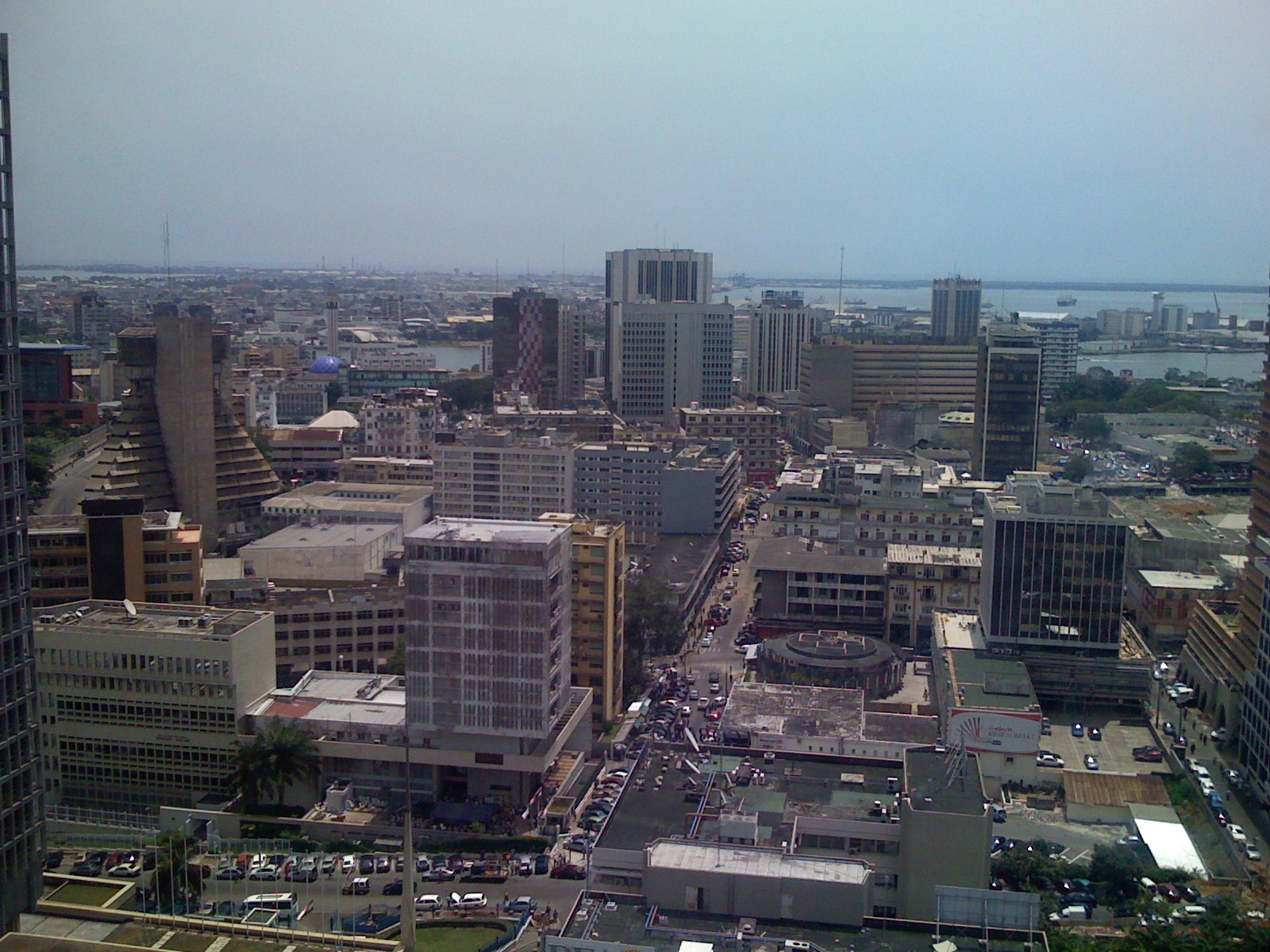
Rodovia no centro de Abidjã, capital de facto do país.

Principais produtos de exportação da Costa do Marfim em 2019.

A economia da Costa do Marfim é baseada principalmente no cultivo do cacau. Em 2019, o país foi o maior produtor e exportador do mundo. A Costa do Marfim também foi, neste ano, o 2.º maior produtor do mundo de noz de cola, o 3.º maior produtor do mundo de castanha de caju e inhame, o 8.º maior produtor do mundo de banana-da-terra, além de ter grandes produções de mandioca, óleo de palma, arroz, cana de açúcar, milho, borracha natural, algodão, entre outros. As maiores exportações de produtos agropecuários processados do país, em termos de valor, em 2019, foram: cacau (U$ 4,6 bilhões), borracha natural (U$ 0,9 bilhão), castanha de caju (U$ 0,8 bilhão), algodão (U$ 0,36 bilhão), café (U$ 0,22 bilhão), óleo de palma (U$ 0,2 bilhão), banana (U$ 0,16 bilhão) e produtos feitos com chocolate (U$ 0,15 bilhão), entre outros. O país já foi o maior exportador de óleo de palma (256 mil toneladas) e o terceiro produtor de algodão (106 mil toneladas de fibras — 1995) —, ainda que a dívida externa desse país chegue a quase 15 608 milhões. As produções de borracha (83 mil toneladas — 1995) e de copra (43 mil toneladas — 1995), inexistentes antes de 1960, bem como as lavouras de abacaxi (170 mil toneladas — 1995), bananas (211 mil toneladas — 1995) e açúcar (125 mil toneladas — 1995), tornaram-se itens importantes da balança comercial. A recuperação do setor de madeira, que em 1988 correspondia a um terço da receita de exportação, é mais recente.
No setor da pecuária, o país tem uma baixa produção. Diante do problema de abastecimento em proteínas animais, a Costa do Marfim é obrigada a importar grandes quantidades de carne. Portanto, um amplo programa visando a desenvolver o potencial nacional foi lançado.
A economia também é baseada nas 1 600 indústrias do país, no total em todos os setores são 2 283 empresas privadas e 140 em que o estado é acionista majoritário. 74% das empresas se encontram na região de Abidjã, 4% em Bouaké e 2% em San Pedro, 20% em outras regiões. O sistema bancário marfinense é um dos mais desenvolvidos da África. Ele é composto de um banco de desenvolvimento, de 16 bancos comerciais, de uma dezena de representações internacionais e de 16 estabelecimentos financeiros. A Côte d’Ivoire pertence à “zona franca”, institucionalizada pela União Monetária Oeste Africana. Os sete estados membros (Benim, Burquina Fasso, Costa do Marfim, Mali, Níger, Senegal e Togo) entregaram a emissão da moeda o Franco CFA, e de maneira geral, as suas políticas monetárias a uma instituição, o Banco Central dos Estados da África do Oeste, cuja sede fica em Dacar (Senegal).
Na mineração, em 2019, o país era o 9.º maior produtor mundial de manganês Além disso, tem uma produção considerável de ouro.
Até a segunda metade do século XX, o país era o maior explorador de marfim, daí o nome Costa do Marfim.
Em 2010 o país foi o 51.º maior exportador de petróleo do mundo (32,1 mil barris/dia). Em 2015, o país era o 57.º maior produtor de gás natural (2 bilhões de m³/ano).

## Demografia

### Evolução demográfica
| População na Costa do Marfim | População na Costa do Marfim |
| Ano                          | População                    |
| ---------------------------- | ---------------------------- |
| 1900                         | 1,5 milhões                  |
| 1950                         | 2,7 milhões                  |
| 1970                         | 5,3 milhões                  |
| 1975 (censo)                 | 6,7 milhões                  |
| 1988 (censo)                 | 10,9 milhões                 |
| 2000                         | 16,73 milhões                |
| 2010                         | 19,09 milhões                |
| 2020                         | 22,65 milhões                |
| 2030                         | 26,08 milhões                |
| 2040                         | 29,35 milhões                |

### Educação
O sistema educativo marfinense, baseado no modelo herdado da França, introduziu a escolaridade gratuita e obrigatória após a independência para incentivar a matrícula de crianças em idade escolar. Além dos ciclos habituais de ensino primário, secundário e superior, este sistema incluía um nível pré-escolar com três secções (petite section, moyenne section e grande section). Entre 2001 e 2002, antes da crise política e militar, 391 creches, privadas e públicas, funcionavam em todo o país. Em 2005, só na área controlada pelas forças republicanas, havia 600 creches com 2.109 professores e 41.556 alunos.

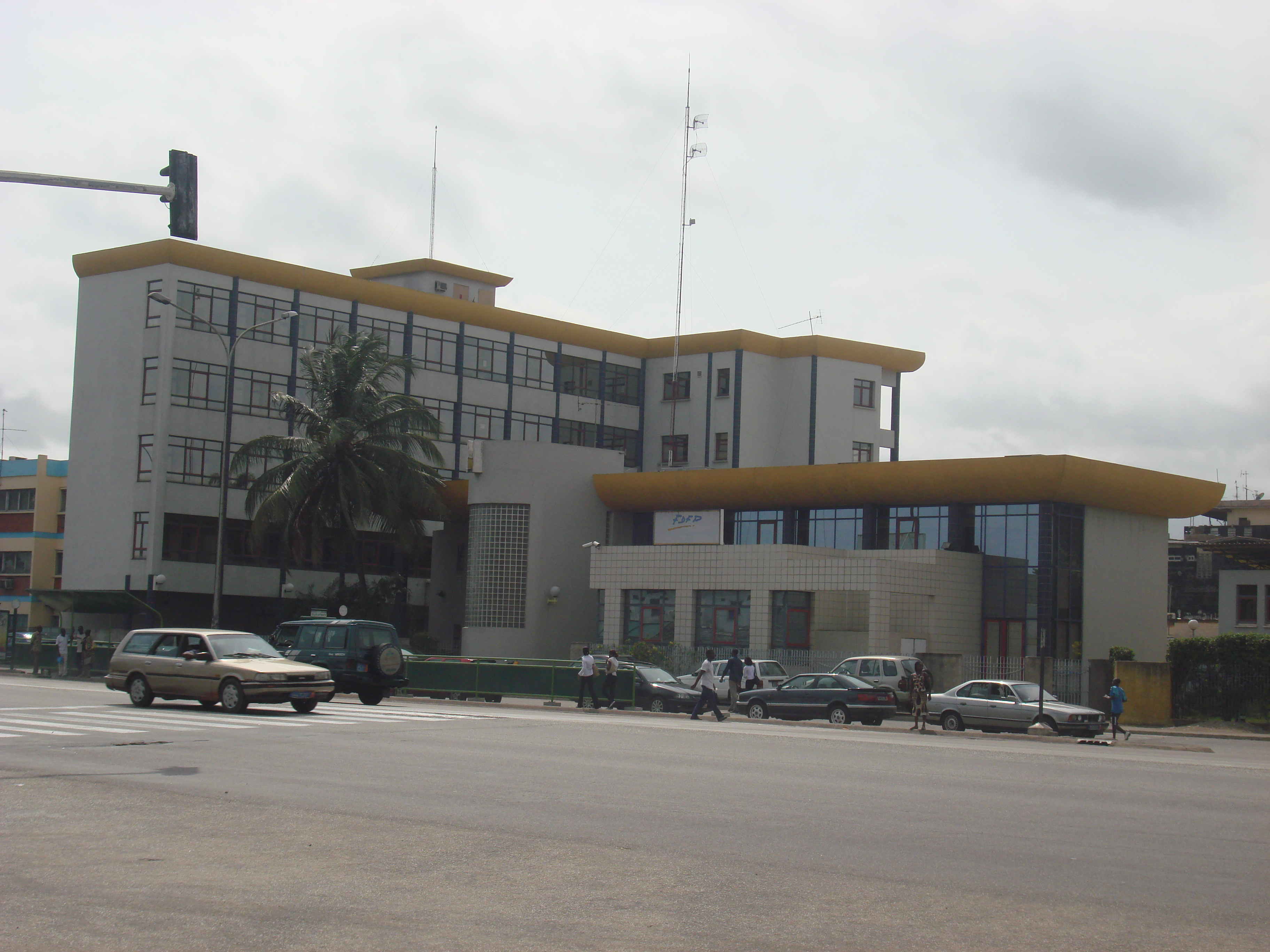
Um centro educacional do Fundo de Desenvolvimento da Formação Profissional (FDFP)

Existem seis níveis de ensino primária (aulas preparatórias para os anos 1 e 2, aulas elementares para o ano 1, aulas elementares para o ano 2, aulas intermediárias para o ano 1 e aulas intermediárias para o ano 2), culminando no Certificat d'Etudes Primaires Elémentaires (Certificado de Estudos Primários Elementares) e um exame de admissão para o sexto ano do ensino médio. Em 2001, o Ministério da Educação tinha 8.050 escolas primárias estaduais com 43.562 professores atendendo 1.872.856 alunos, e 925 ensinos públicas com 7.406 professores atendendo 240.980 alunos.
Em 2005, havia 6.519 escolas primárias, das quais 86,8% eram públicas, com 38.116 professores e 11.661.901 alunos.
Entre 55% da população entre 6 e 17 anos e 61% das meninas nessa faixa etária não estão matriculadas na escola. A baixa taxa de matrícula entre meninas levou o governo a desenvolver uma política específica para a educação de mulheres jovens na década de 1990. Em março de 1993, em colaboração com o Ministério da Educação Nacional, o Banco Africano de Desenvolvimento lançou um projeto chamado Projeto ADB Educação IV para melhorar a qualidade da educação e aumentar a taxa de matrícula em geral e a de meninas em particular.

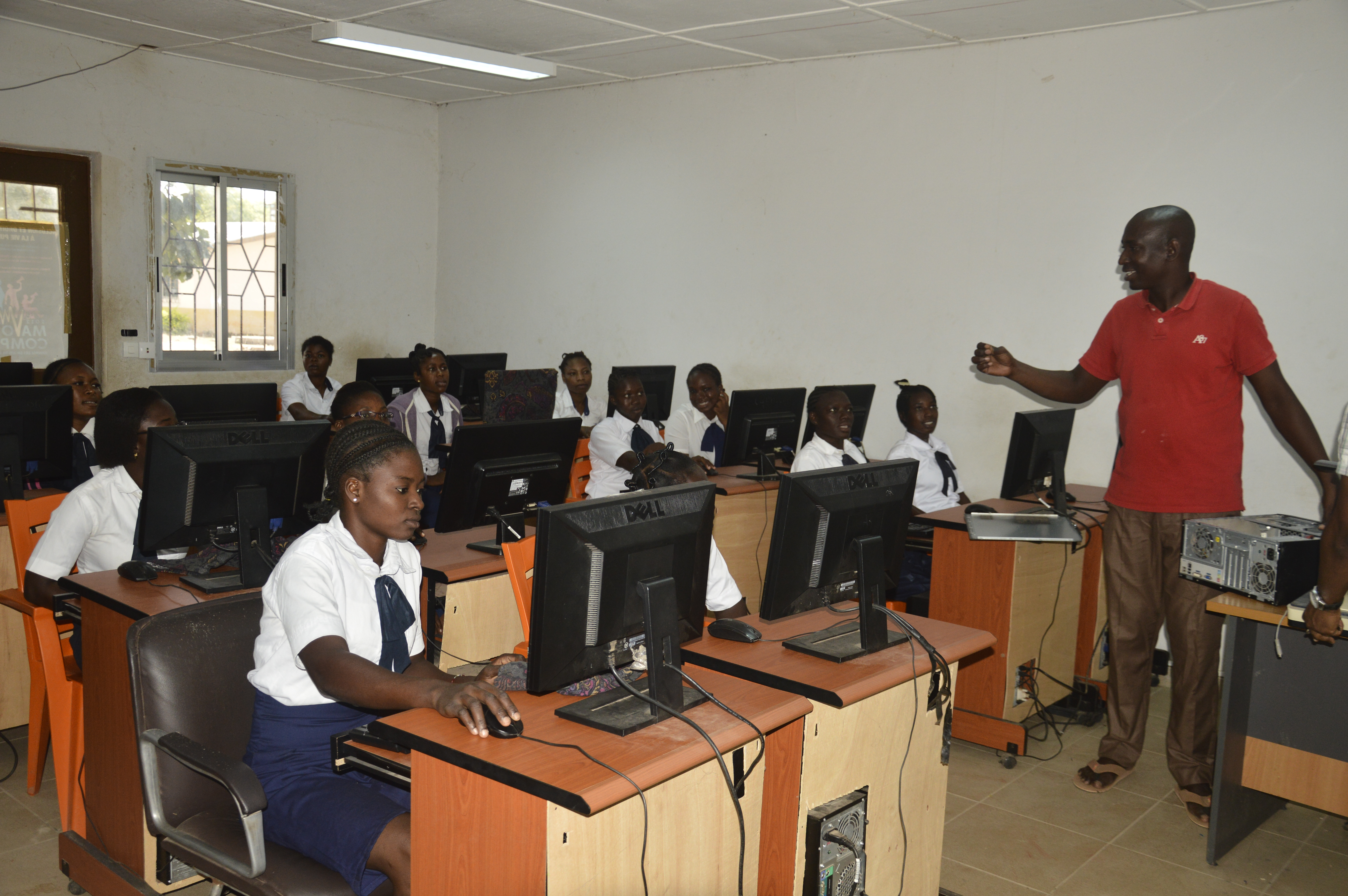
Um professor e seus alunos em uma aula de informática

O ensino secundário é dividido em dois ciclos, com quatro turmas para o primeiro ciclo e três para o segundo. Este nível de educação "é caracterizado por um claro domínio do setor privado". Em 2005, 370 das 522 escolas secundárias do país pertenciam ao setor privado.208 O Ministério da Educação Nacional da Costa do Marfim registrou um total de 660.152 alunos e 19.892 professores em 2005, tanto no setor público quanto no privado, em comparação com 682.461 alunos e 22.536 professores em 2001-2002, antes do início da guerra.208 A taxa de matrícula no ensino médio na Costa do Marfim é de 20%. O primeiro ciclo do ensino secundário conduz ao Brevet d'études du premier cycle (BEPC) e o segundo ao baccalauréat.
Antes de 1992, o ensino superior era quase inteiramente responsabilidade do estado, com uma taxa de matrícula de 24%. Nos últimos anos, surgiram diversas universidades universidades privadas e faculdades técnicas. Em 1997-1998, existiam três universidades públicas, quatro grandes escolas públicas, sete universidades privadas, 47 centros privados e 31 centros de ensino superior de pós-graduação dependentes de ministérios técnicos que não o Ministério do Ensino Superior.

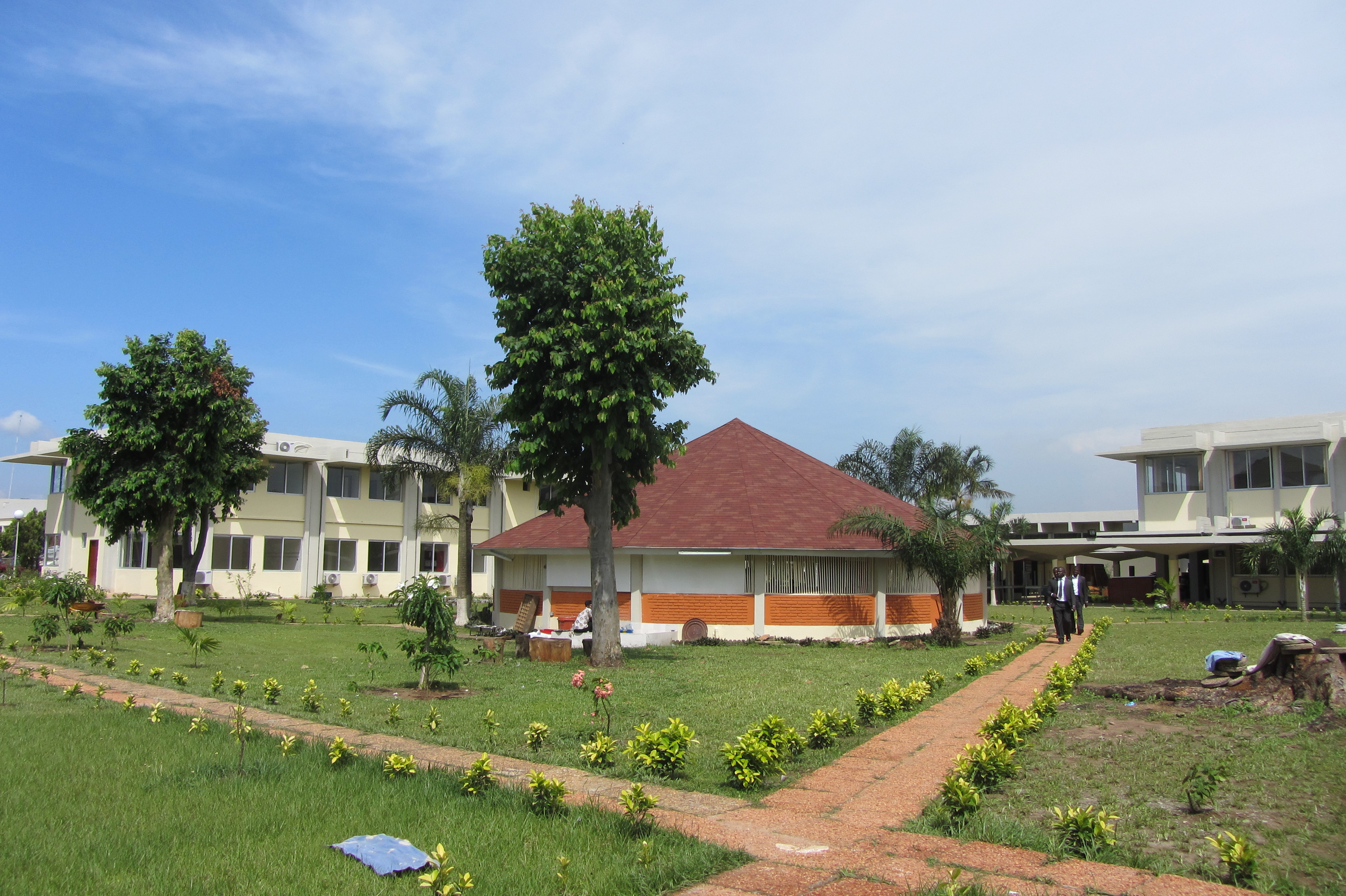
Escola Normal Superior de Abidjã

Na década de 1960, o governo marfinense criou várias escolas técnicas secundárias e superiores para formar gestores especializados. Em 1970, o Instituto Superior Nacional de Educação Técnica e mais tarde a Escola Superior Nacional de Obras Públicas foram abertos em Iamoussoukro, proporcionando formação local para técnicos superiores. Atualmente, essas escolas estão agrupadas no Instituto Politécnico Nacional Félix Houphouët-Boigny (INPHB). Há um grande número de escolas técnicas e profissionalizantes particulares em todo o país.
A questão da concorrência e das qualificações dos professores responsáveis por educar e supervisionar os alunos que frequentam essas escolas públicas foi levantada muitas vezes . No entanto, é importante destacar que elas constituem um apoio essencial para o Estado, uma vez que as estruturas de ensino público são atualmente insuficientes e, por vezes, inadequadas para cobrir todas as necessidades. Uma lei aprovada em 1995 regulamenta o sector do ensino superior privado e introduz medidas para fortalecer as instituições relevantes. As reformas afetam certas estruturas existentes, como o Instituto Pedagógico Nacional do Ensino Técnico e Profissional (IPNETP), a Escola Normal Superior (ENS), a Agência Nacional de Formação Profissional (AGEFOP) e o Fundo de Desenvolvimento da Formação Profissional (FDFP).

## Cultura

### Literatura

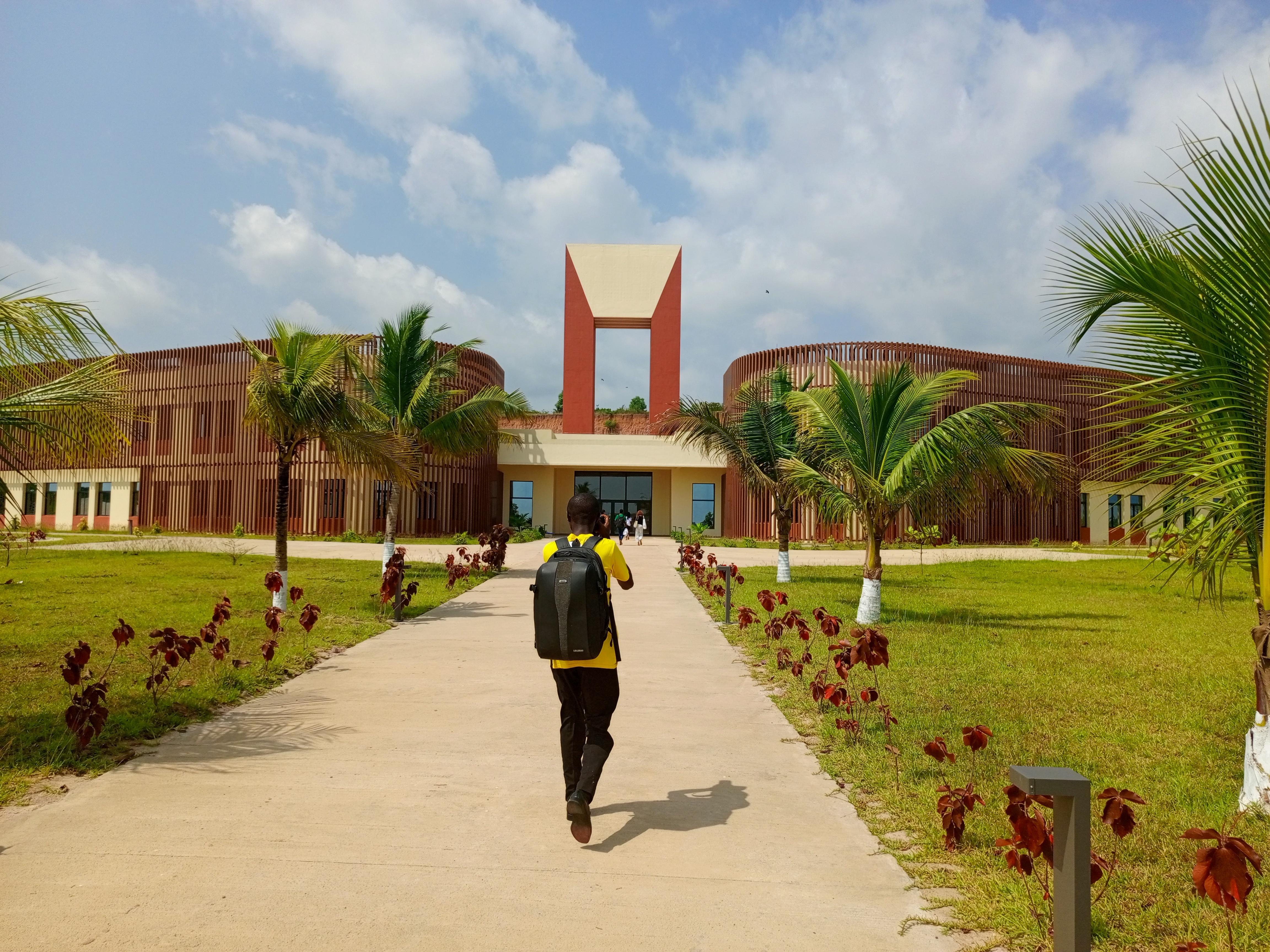
Biblioteca da Universidade de São Pedro, Costa do Marfim

A Costa do Marfim ostenta uma literatura rica, rica em diversidade estilística e provérbios, apoiada por uma infraestrutura editorial relativamente sólida e autores de reputações diversas. Os autores mais famosos são Bernard Dadié, jornalista, contista, dramaturgo, romancista e poeta que dominou a literatura marfinense a partir da década de 1930, Aké Loba (Kocoumbo, l'étudiant noir, 1960) e Ahmadou Kourouma (Les Soleils des indépendances, 1968),  vencedor do Prix du Livre Inter em 1998 por sua obra En atendente le vote des bêtes sauvages, que se tornou um grande clássico no continente africano.
A eles se junta uma segunda geração de autores cada vez mais populares, como Véronique Tadjo, Tanella Boni, Isaie Biton Koulibaly, Maurice Bandaman e Camara Nangala. Uma terceira geração já deixa a sua marca, com autores como Sylvain Kean Zoh (La voie de ma rue, 2002),  (Le printemps de la fleur fanée, 2009), (Des loups et des agneaux, 2017) e (Le fils de la nuit, 2023) ou Josué Guébo (L'or n'a jamais été un metal, 2009) e (Mon pays, ce soir, 2011).

### Esporte
O futebol é o esporte mais praticado do país, a Seleção Marfinense de Futebol se classificou para as copas do mundo de 2006, 2010 e 2014, mas não conseguiu classificação para as oitavas de final, porém, venceu o Campeonato Africano das Nações de 1992 e de 2015 e a seleção conta com as estrelas Didier Drogba, Salomon Kalou, Kolo Touré e Yaya Touré (melhor jogador africano de 2013) que brilham nos principais clubes da Europa. A seleção também classificou-se para a Copa do Mundo de 2014 no Brasil. O rugby tem também papel de destaque na história esportiva da Costa do Marfim é um esporte bem disputado e foi introduzido no país pela colonização francesa; outros esportes ainda incluem o basquetebol e atletismo. Em Jogos Olímpicos, a Costa do Marfim, conquistou 3 medalhas (1 ouro, 1 prata e 1 bronze), sendo Cheick Sallah Cissé o responsável pela única medalha dourada do país, nos Jogos Olímpicos Rio 2016 no taekwondo; Ruth Gbabi também no Jogos de 2016, levou o bronze no taekwondo feminino, e Gabriel Tiacoh faturou a prata no atletismo nos Jogos Olímpicos de Los Angeles 1984.
| Data          | Nome em português                                            | Nome local                                                         | Observações |
| ------------- | ------------------------------------------------------------ | ------------------------------------------------------------------ | ----------- |
| 7 de agosto   | Festa da Independência                                       | Fête de l'Indépendance                                             |             |
| 7 de dezembro | Aniversário da morte do pai da nação, Félix Houphouët Boigny | Anniversaire du décès du père de la nation, Félix Houphouët Boigny |             |